# 幸せなる結婚
「幸せなる結婚」（原題：We Got Married）は、1989年にポール・マッカートニーが発表した楽曲、及び同曲を収録したシングル。

## 概要
この曲が最初に取り上げられたのは1984年。映画「ヤァ!ブロード・ストリート」公開直後のセッションでのことである。この時にすでに曲のほとんどは完成され、1988年にオーバーダブをしてアルバムに収録された。

冒頭は落ち着いたボーカルやアレンジだが、後半に進むにしたがってサウンドや歌詞に重みが出てくるのが特徴。この歌詞はリンダとの結婚生活を歌ったものである。従来のポールが書くようなシンプルなラヴソングとは違い、年齢をかさねないと書けないような、結婚生活を達観した表現も出てくる。

当時のライヴでも演奏され、その模様はライヴ盤「ポール・マッカートニー・ライブ!!」及び「ポール・マッカートニー・ライブ・ハイライツ!!」に収録された。

PVには石橋貴明が出演しており、東京ドーム公演を観ている様子が映された。